# Alzati spia
Alzati spia (Espion, lève-toi) è un film del 1982 diretto da Yves Boisset.
Il film è basato sul libro Chance Awakening (1977) di George Markstein.